# Balat
Balat é um bairro histórico de Istambul, Turquia, que faz parte do distrito de Fatih. Está situado na zona noroeste da margem sul do Corno de Ouro, a seguir ao bairro de Fener para quem vem do Bósforo (Eminönü). É um bairro tradicionalmente habitado por judeus (outros bairros que tradicionalmente tinham forte presença judaica são os de Hasköy, no distrito de Beyoğlu, em frente de Balat, no outro lado do Corno de Ouro, e o de Kuzguncuk, no distrito de Üsküdar, no lado oriental asiático do Bósforo).
Apesar de atualmente já quase não haver judeus no bairro, ainda existem pelo menos duas sinagogas recentemente restauradas, a de Ahrida e a de Yanbol. No passado existiram em Balat dezenas de sinagogas.

## Etimologia
O nome do bairro deriva provavelmente do termo grego para palácio (palation) ou do latim palatium, o qual está relacionado com a proximidade do importante palácio bizantino de Blaquerna.

## História
A presença de judeus na zona remonta ao período bizantino, quando ali existia uma comunidade de romaniotes (judeus gregos). Havia também uma pequena minoria de arménios. No final do século XV muitos dos judeus ibéricos (sefarditas) que fugiram das perseguições da Inquisição para o Império Otomano fixaram-se em Balat, tornando-se largamente maioritários no bairro. Os judeus ibéricos levaram para o Império Otomano uma série de avanços tecnológicos e em Balat desenvolveram atividades como medicina, relojoaria, fabrico de munições e outras indústrias bélicas. Foi em Balat que surgiram as primeiras tipografias da Turquia.
O terramoto de 1894 e uma série de incêndios, os quais afetaram a generalidade de Istambul, provocaram uma grande mudança no panorama social de Balat — as famílias mais ricas mudaram-se para Gálata, no outro lado do Bósforo, onde se situam atualmente algumas das mais importantes instituições judias de Istambul, como o Grande Rabinato (em turco: Hahambaşılığı; em hebraico: חכם באשי; romaniz.: Hakham Bachi) e algumas sinagogas importantes.
Após a fundação de Israel em 1947, cerca de um quarto dos judeus do bairro emigraram para esse país, ao mesmo tempo que se assistiu a uma vaga de imigrantes vindos da região do Mar Negro, principalmente da província de Castamonu, o que provocou que os judeus ficassem em minoria no bairro. A partir da década de 1960, à medida que a situação económica dos judeus de Balat melhorou, estes começaram a transferir-se para o bairro mais moderno de Şişli, acima de Beyoğlu e da Praça Taksim. Atualmente a maioria dos habitantes de Balat tem as suas origens na província de Castamonu (cerca de 60% segundo algumas estimativas) e nas províncias de Siirt e Diyarbakır, estas últimas situadas na Região do Sudeste da Anatólia, no chamado Curdistão turco.

## Reabilitação
Entre 2003 e 2007, juntamente com o bairro vizinho de Fener, Balat beneficiou de um programa de reabilitação urbana com um valor total de 7 milhões de euros cofinanciado pela União Europeia, promovido pela  municipalidade de Fatih e cuja implementação foi entregue a um consórcio liderado pela agência de desenvolvimento de Barcelona (Espanha) "Foment Ciutat Vella, SA" e participado pela "IMC Consulting", do Reino Unido, a "GRET" de França e a instituição turca "Support of Women’s Work "(FSWW; "Apoio ao Trabalho das Mulheres"). O programa foi precedido de um estudo levado a cabo pela Comunidade Europeia, municipalidade de Fatih, Instituto Francês de Estudos Anatólios e UNESCO em 1977-1998. Na sequência desse estudo, a UNESCO restaurou um edifício para alojar um gabinete de património, que oferecia serviços de aconselhamento à comunidade, uma obra cofinanciada pelo governo francês, o Fundo de Património Mundial e pela municipalidade de Fatih.
O programa ajudou a melhorar as condições de quase ruína de uma parte considerável do bairro que entretanto se tornou um dos mais pobres do centro histórico, para o que contribuiu a transferência da indústria naval do Corno de Ouro para Tuzla e do círculo vicioso resultante do facto do bairro ser procurado por famílias de baixos rendimentos devido às baixas rendas, as quais não são suficientes para custear as despesas de manutenção e ainda menos as despesas de reabilitação.